# ブノワ・ペール
- ブノワ・ペア

ブノワ・ペール（Benoît Paire、 1989年5月8日 - ）は、フランス・アヴィニョン出身の男子プロテニス選手。ATPランキング自己最高位はシングルス18位、ダブルス65位。これまでにATPツアーでシングルス3勝、ダブルスで1勝を挙げている。身長196cm、体重80kg。右利き、バックハンド・ストロークは両手打ち。英語読みのブノワ・ペア表記もある。

## 選手経歴

### ジュニア時代
1989年5月8日に父フィリップと母イリアスの元に生まれた。自宅の隣に小さなテニススクールを構えて、コーチとして働いていた父親の手ほどきで6歳からテニスを始める。

### 2013年 マスターズベスト4

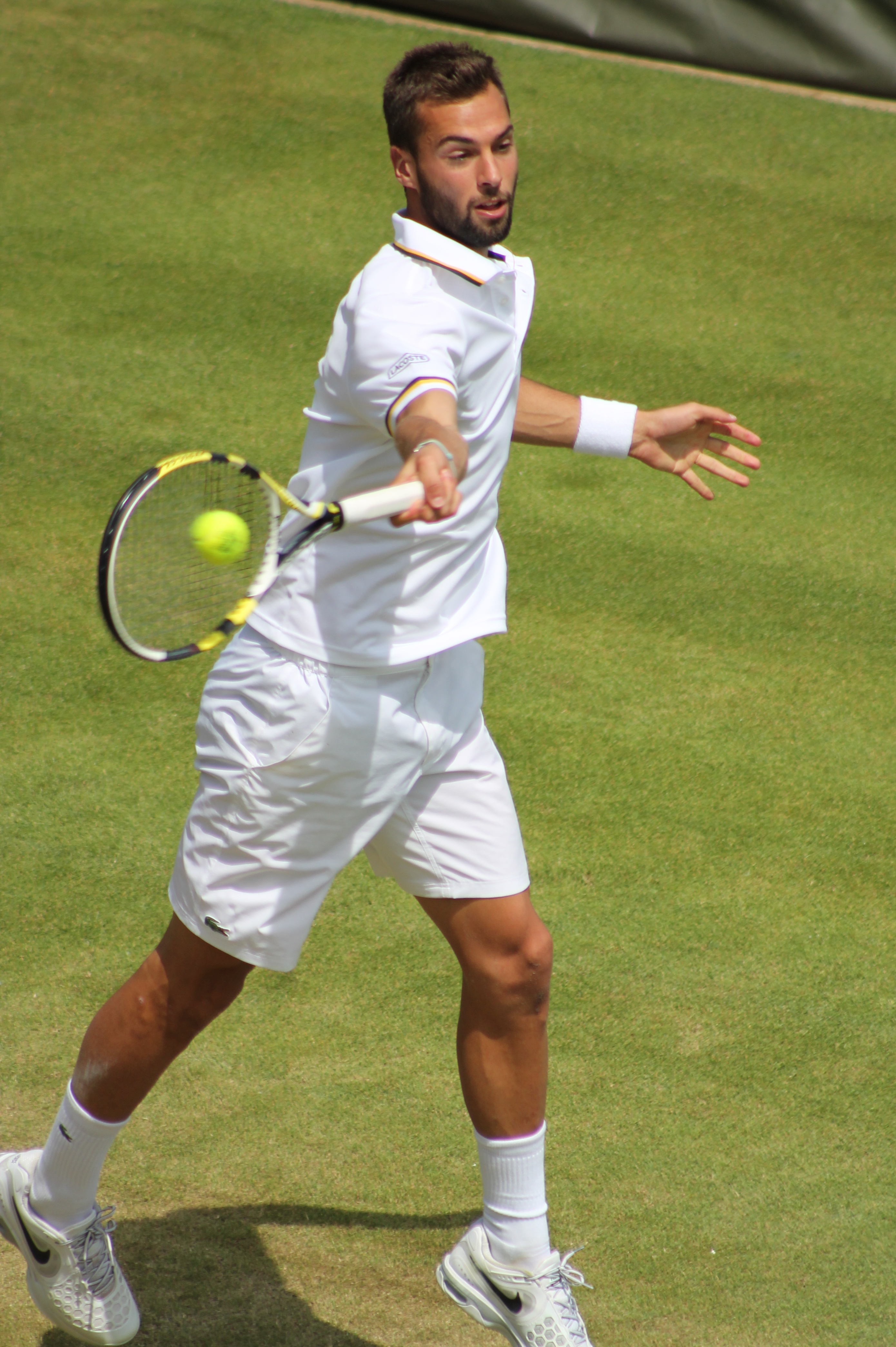
2013年ウィンブルドン選手権でのブノワ・ペール

2013年全豪オープン男子ダブルスにトマス・ベルッシと組み出場。グランドスラム初のベスト8に進出を果たした。2013年BNLイタリア国際ではフアン・モナコ、ジュリアン・ベネトー、第7シードのフアン・マルティン・デル・ポトロ、マルセル・グラノリェルスを破り自身マスターズ1000初のベスト4に進出を果たした。

### 2014年 怪我による故障
チェンナイ・オープンではベスト8入り。全豪オープンでは2回戦でニック・キリオスを破るも、3回戦でロベルト・バウティスタ・アグートにストレートで敗れた。膝の怪我のために3月までのツアーを短期離脱することを余儀なくされた。復帰後のハサン2世グランプリで復帰してベスト8入りを果たした。

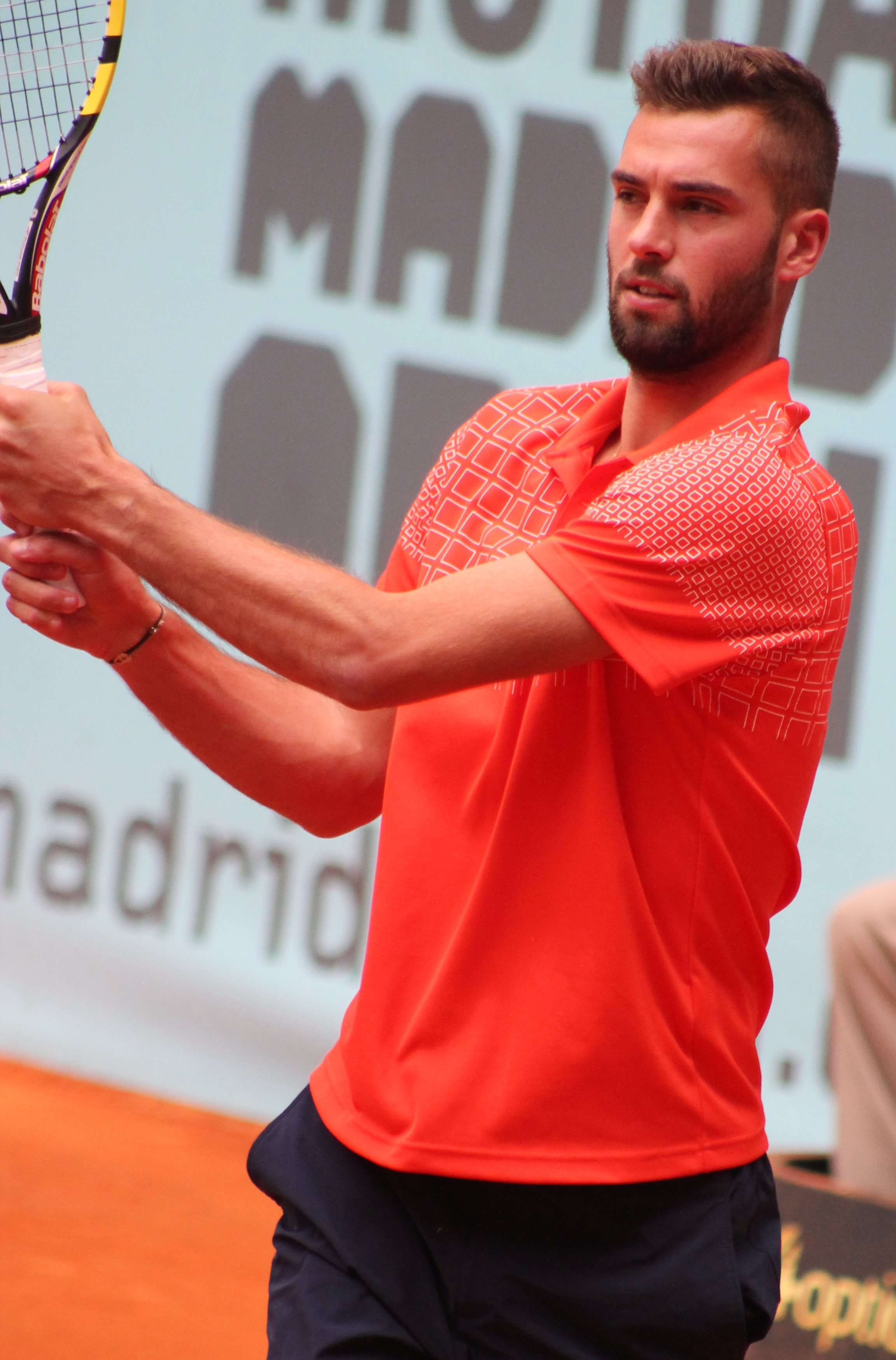
2014年マドリード・オープンでのブノワ・ペール

膝の怪我が再発したため、度々試合中に棄権することが目立った。マドリード・オープンでのアンドレアス・セッピ戦でも膝を痛め、その後のBNLイタリア国際を棄権。迎えた全仏オープンでは2回戦でロベルト・バウティスタ・アグートに敗れた。芝シーズンもウィンブルドンを含め、膝の故障から全く勝てなかった。
ロジャーズ・カップでは世界ランキングが98位までに下がったため、予選からスタート。予選を突破するも本戦2回戦で第3シードのスタン・ワウリンカに敗退。ワイルドカードでウエスタン・アンド・サザン・オープンに出場するも、スティーブ・ジョンソン (テニス選手) に初戦敗退して、2012年4月以来トップ100位から陥落。全米オープンでは1回戦で第24シードのジュリアン・ベネトーを破るも、2回戦でパブロ・カレーニョ・ブスタに7–6(4), 5–7, 6–4, 4–6, 6–4のフルセットで敗れた。

### 2015年 ツアー初優勝 トップ20入り
2015年7月のスウェーデン・オープンでは決勝でトミー・ロブレドを7-6(7), 6-3で勝利し、キャリア8年で漸くツアー初優勝を果たした。2015年全米オープンでは1回戦で第4シードの錦織圭に6-4, 3-6, 4-6, 7-6(6), 6-4で勝利。2回戦でマルセル・イルハン、3回戦で第26シードのトミー・ロブレドを破り、グランドスラムのシングルスで初めて4回戦に進出するも、第19シードのジョー＝ウィルフリード・ツォンガに敗れた。楽天ジャパン・オープンでは準決勝で再び錦織に1-6, 6-4, 6-2で勝利しATPワールドツアー500では初の決勝進出。決勝でスタン・ワウリンカに2-6, 4-6で敗れ準優勝となった。年間最終ランキングで自己最高の19位となり、カムバック賞を受賞した。

### 2016年 オリンピック初出場
年始のチェンナイ・オープンではベスト4入りして、準決勝でスタン・ワウリンカに敗れたが、大会後に世界ランキングで自己最高の18位を記録して第17シードで迎えた全豪オープンでは初戦で世界ランキング328位のノア・ルービンに6-7(4), 6-7(6), 6-7(5)のストレート敗れた。
オープン13では準決勝でマリン・チリッチに敗退。モンテカルロ・マスターズでは3回戦進出したが、アンディ・マリーに敗れた。バルセロナ・オープンではベスト4進出。準決勝で錦織圭に敗れた。全仏オープンとウィンブルドン選手権では2回戦敗退。
リオデジャネイロオリンピックでは背中の故障で棄権した同胞のリシャール・ガスケの代わりにシングルスに出場した。2回戦のファビオ・フォニーニ戦で2度のマッチポイントを握ったにもかかわらず敗れた。試合後、フランス代表チーム内のルールを守らなかったという理由でフランス・テニス連盟から代表除外され、選手村を去る羽目になった。

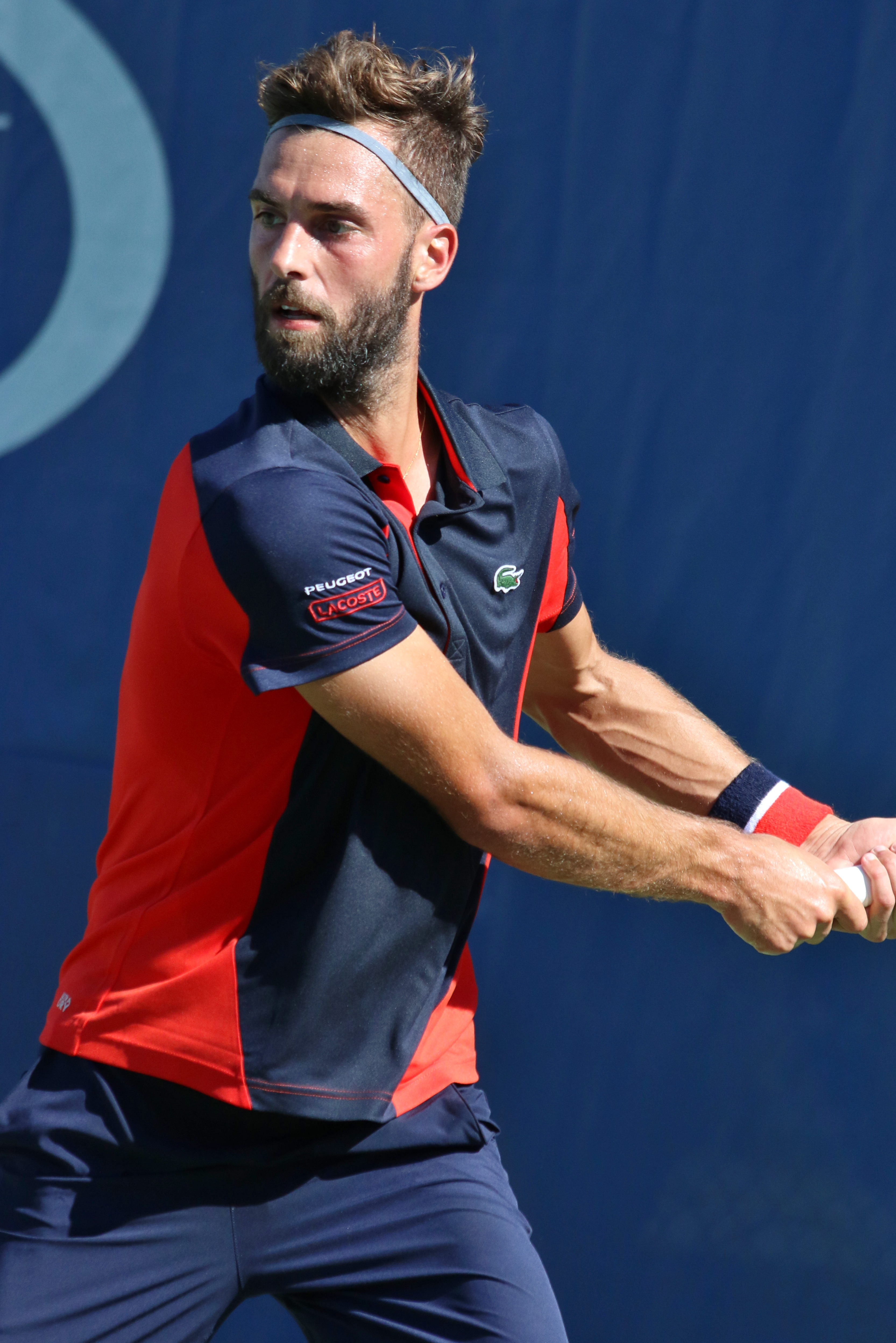
2016年全米オープンでのブノワ・ペール

第32シードで迎えた全米オープンでは2回戦でマルコス・バグダティスに敗退。ジャパン・オープンではマリン・チリッチに初戦敗退。上海マスターズでは2回戦でダビド・ゴファンに敗れた。パリ・マスターズでは初戦敗退。年間最終ランキングは47位。

### 2017年 グランドスラム4回戦進出
チェンナイ・オープンではベスト4入り。準決勝でロベルト・バウティスタ・アグートに敗れた。迎えた全豪オープンでは2回戦でファビオ・フォニーニとの7-6(3), 4-6, 6-3, 3-6, 6-3のフルセットの激戦を制するも、3回戦では第8シードのドミニク・ティエムに1-6, 6-4, 4-6, 4-6に敗れた。
南フランス・オープンではベスト4入りするも、同胞のリシャール・ガスケに敗れた。マイアミ・オープンでは3回戦進出。3回戦ではドナルド・ヤングに敗れた。ATPチャレンジャーツアーのソフィア・アンティポリス・チャレンジャーでは準優勝。ハサン2世グランプリではベスト4入り。準決勝ではフィリップ・コールシュライバーに敗れた。マドリード・オープンでは3回戦でパブロ・クエバスに敗退。BNLイタリア国際では2回戦でスタン・ワウリンカに敗れた。全仏オープンでは第4シードのラファエル・ナダルに1-6, 4-6, 1-6で初戦敗退。

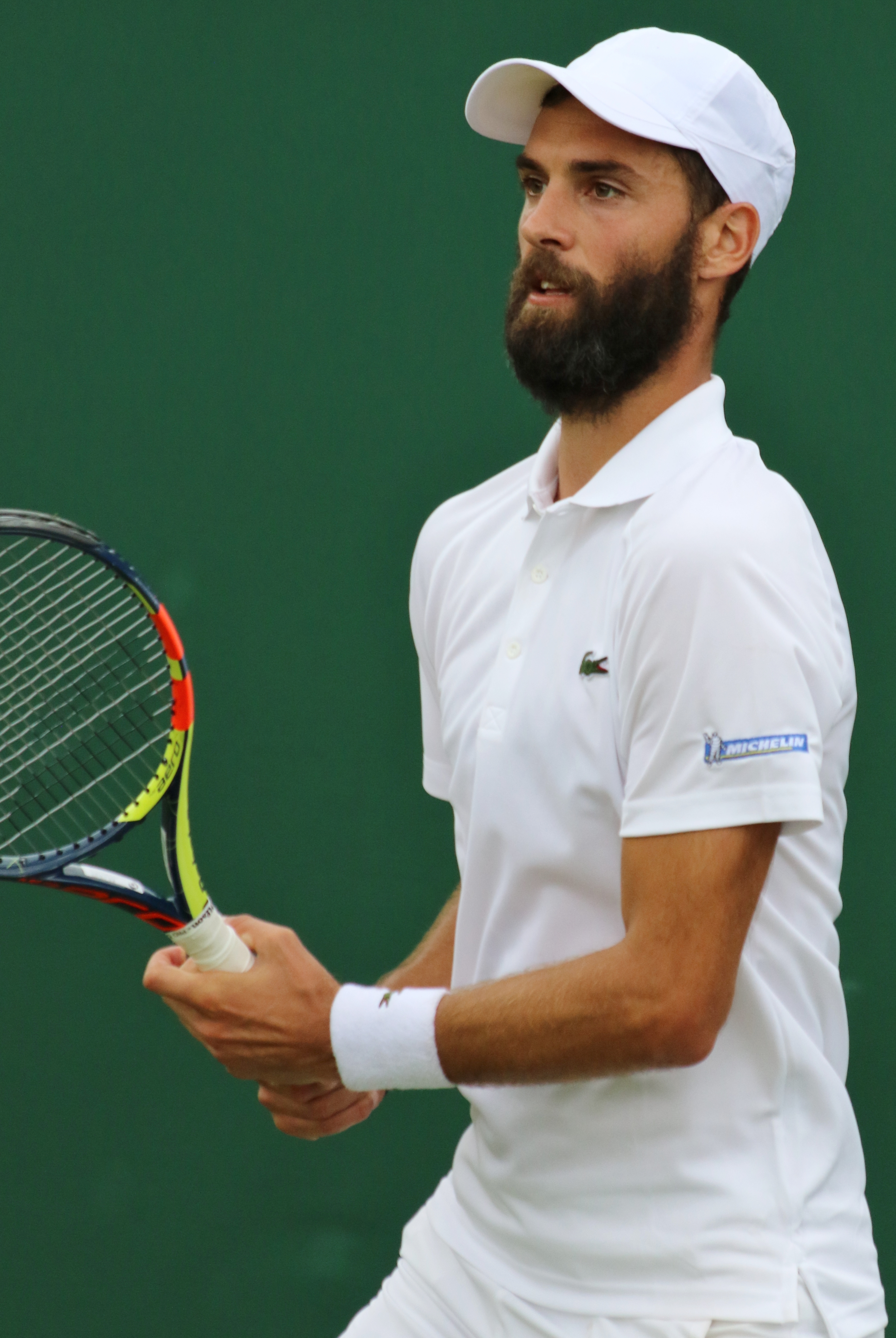
2017年ウィンブルドン選手権でのブノワ・ペール

メルセデス・カップではベスト4入りするも、準決勝で同胞のリュカ・プイユに敗退。ウィンブルドン選手権では自身初の4回戦進出して、4回戦では前年優勝者で世界ランキング1位のアンディ・マリーに6-7(1), 4-6, 4-6のストレートで敗退。9月のモゼール・オープンでは決勝に進出したが、ペーター・ゴヨフチクに敗れ、準優勝。全米オープンでは第23シードのミーシャ・ズベレフに6-3, 6-2, 3-6, 6-7(3), 7-5のフルセットで2回戦敗退。モゼール・オープンでは決勝進出。決勝ではペーター・ゴヨフチクに敗れ、今季2度の準優勝。年間最終ランキングは41位。

### 2018年 デビス杯ベスト4
チェンナイ・オープンではベスト4入り。準決勝ではケビン・アンダーソンに敗れた。続くシドニー国際でもベスト4入り。準決勝でアレックス・デミノーに敗退。全豪オープンではギリェルモ・ガルシア＝ロペスに0-6, 7-6(4), 1-6, 4-6で1回戦敗退。南フランス・オープンでは単複ともにベスト8入り。ドバイ・テニス選手権では2回戦でボルナ・チョリッチに敗退。BNPパリバ・オープンでは初戦敗退。続くマイアミ・オープンでは2回戦でノバク・ジョコビッチを6-3, 6-4で破った。3回戦ではフィリプ・クライノビッチに敗れた。

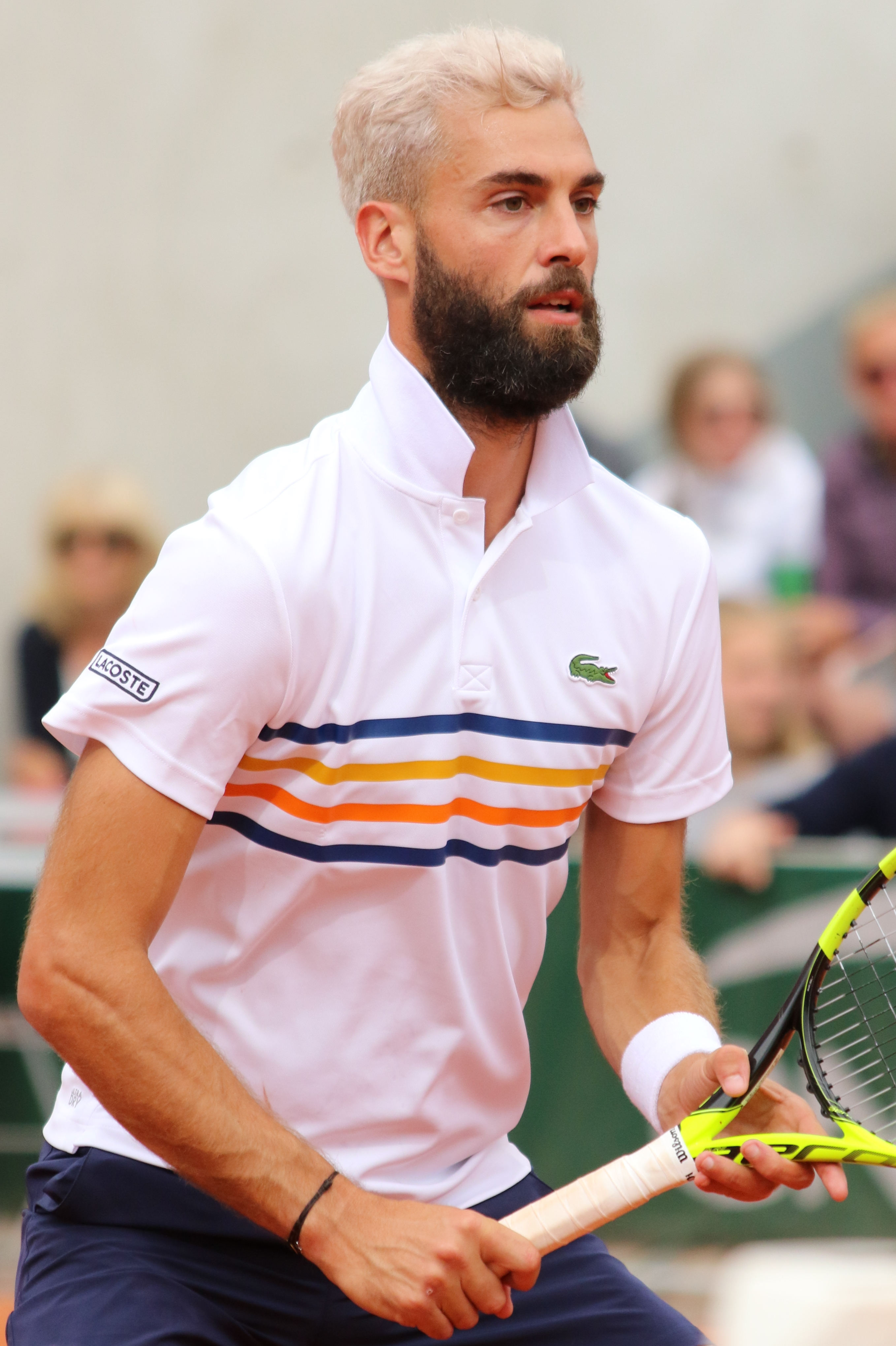
2018年全仏オープンでのブノワ・ペール

モンテカルロ・マスターズではフェリシアーノ・ロペスに初戦敗退。バルセロナ・オープンではパブロ・カレーニョ・ブスタに、マドリード・オープンではデニス・シャポバロフにそれぞれ2回戦敗退。BNLイタリア国際では3回戦進出。3回戦ではマリン・チリッチに敗れた。迎えた全仏オープンでは第19シードの錦織圭に3-6, 6-2, 6-4, 2-6, 3-6のフルセットの末敗れた。
メルセデス・カップではトマーシュ・ベルディハに2回戦で敗れた。ハレ・オープンではロジャー・フェデラーに2回戦敗退。ウィンブルドン選手権では第26シードのデニス・シャポバロフを0-6, 6-2, 6-4, 7-6(3)を2回戦で破る。3回戦ではフアン・マルティン・デル・ポトロに4-6, 6-7(4), 3-6で敗れた。
クロアチア・オープンとドイツ国際オープンではシングルスは初戦敗退するも、ダブルスではベスト8入りをした。シティ・オープン1回戦マルコス・バグダティス戦ではラケットを7度地面に叩きつけ、16,500ドルの罰金をATPから科された。これにより、米テニスメディアが選ぶ「ラケット破壊ランキング」の1位になった。ロジャーズ・カップでは2回戦でラファエル・ナダルに敗退。ウエスタン・アンド・サザン・オープンではダビド・ゴファンに2回戦敗退。全米オープンでは2回戦で第2シードのフェデラーに5-7, 4-6, 4-6のストレートで敗れた。
楽天ジャパン・オープン・テニス選手権では2回戦で錦織圭に、上海マスターズでは2回戦でアレックス・デミノーに敗れた。予選通過のパリ・マスターズではマートン・フチョビッチに敗れ、その後はムイユロン・ル・カティフ・チャレンジャーに出場して、2回戦敗退。しかしデビスカップ2018ではフランス代表として参戦。スペイン戦でパブロ・カレーニョ・ブスタを破り、チームを決勝進出することに貢献した。年間最終ランキングは52位。

### 2019年 ツアー3勝目
チェンナイ・オープンでは準々決勝でジル・シモンに敗れた。ASBクラシックではキャメロン・ノリーに初戦敗退。全豪オープンでは1回戦で第5シードのドミニク・ティエムに4-6, 3-6, 7-5, 6-1, 3-6のフルセットで敗れた。
3月のマルベーリャ・チャレンジャーで決勝に進出したが、パブロ・アンドゥハルに敗れて準優勝。4月のハサン2世グランプリでも決勝に進出し、決勝では先のアンドゥハルを6-2, 6-3で下し、リベンジを果たすとともに4年ぶりのツアー優勝を飾った。バルセロナ・オープンでは3回戦でギド・ペラに敗れた。マドリード・マスターズでは予選でキャスパー・ルードに敗れた。BNLイタリア国際では予選通過するもラドゥ・アルボットに初戦敗退。
リヨン・オープンでは決勝でフェリックス・オジェ＝アリアシムに6-4, 6-3勝利し、ツアー3勝目を挙げた。その好調で迎えた全仏オープンでは自身初の4回戦進出。4回戦では第7シードの錦織圭に2-6, 7-6(8), 2-6, 7-6(8), 5-7の日を跨ぐ接戦の末に敗れた。その後のウィンブルドン選手権でもグランドスラム2大会連続で4回戦進出を果たす。第28シードとして出場。4回戦では第23シードのロベルト・バウティスタ・アグートに3-6, 5-7, 2-6のストレートで敗れた。
ロジャーズ・カップではリシャール・ガスケに初戦敗退。ウエスタン・アンド・サザン・オープンでは2回戦でダニール・メドベージェフに敗退するも、8月のウィンストン・セーラム・オープンでは決勝進出。決勝でホベルト・ホルカシュに敗れ、準優勝を飾った。全米オープンでは2回戦でアルヤズ・ベデネに6-4, 7-6(3), 2-6, 5-7, 6-7(4)のフルセットで敗退。モゼール・オープンでも準決勝でベデネに敗れた。楽天ジャパン・オープン・テニス選手権1回戦では内山靖崇に、上海マスターズでは2回戦でニコロズ・バシラシビリにそれぞれ敗れた。パリ・マスターズ2回戦でガエル・モンフィスに敗れた。年間最終ランキングは24位。

### 2020年 ATP杯初出場

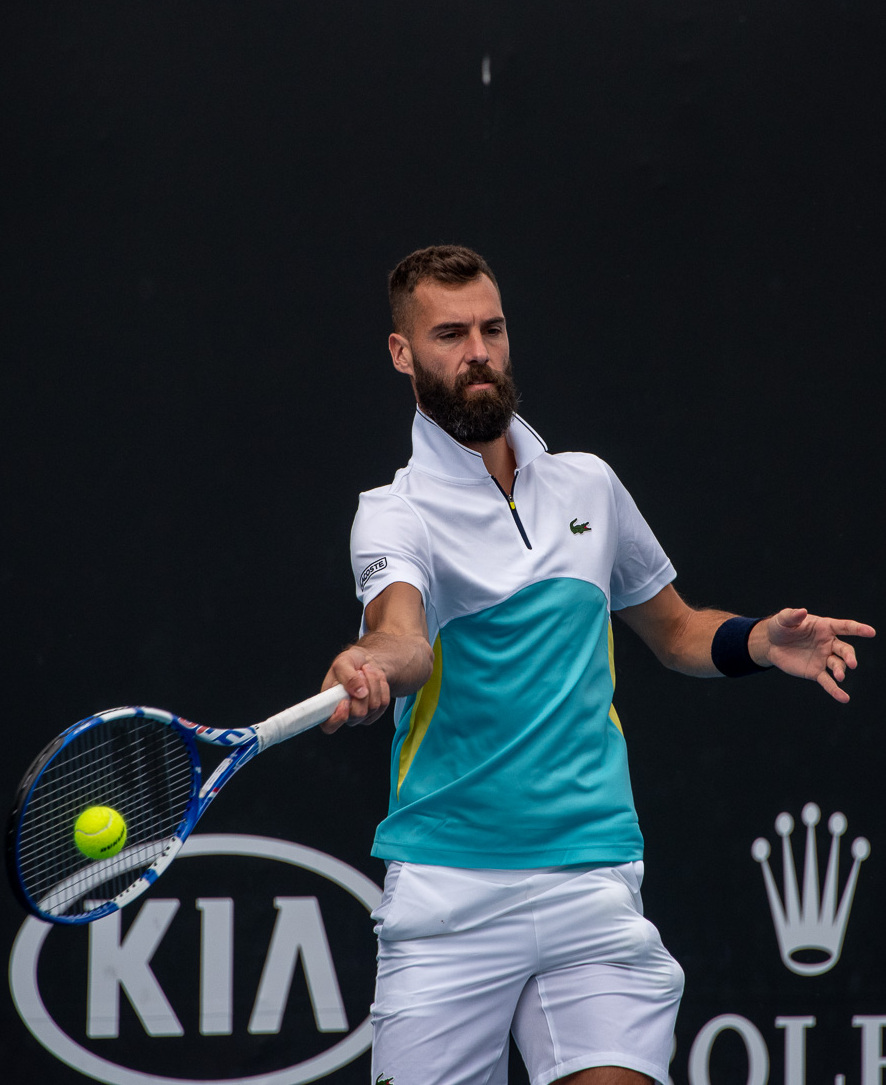
2020年全豪オープンでのブノワ・ペール

新設されたATPカップではフランス代表として参戦。シングルスではチリのニコラス・ジャリー、セルビアのドゥシャン・ラヨビッチに勝利する活躍を見せるも、チームはラウンドロビン敗退。
ASBクラシックでは決勝で同胞のウゴ・アンベールに敗れ、準優勝。全豪オープンでは第21シードとして出場して、2回戦でマリン・チリッチに2-6, 7-6(6), 6-3, 1-6, 6-7(3)のフルセットの末に敗れた。ウエスタン・アンド・サザン・オープンでは1回戦のボルナ・チョリッチに0-6, 0-1の時点で途中棄権。全米オープンでは大会前に新型コロナウイルスの検査で陽性反応を示したため棄権。年間最終ランキングは28位。

### 2021年 マスターズベスト8
ATPカップにフランス代表として出場するも、オーストリアのドミニク・ティエムとイタリアのファビオ・フォニーニに敗れ、チームはラウンドロビン敗退。
全豪オープンでは第25シードとして出場するも、イゴール・ゲラシモフに2-6, 6-2, 6-7(5), 5-7で初戦敗退。ロマン・アルネオドとのコルドバ・オープンではダブルスで準優勝。3月のアルゼンチン・オープンでは試合中に唾吐きや暴言で警告を受け、4月には東京2020オリンピックの代表選考から外された。

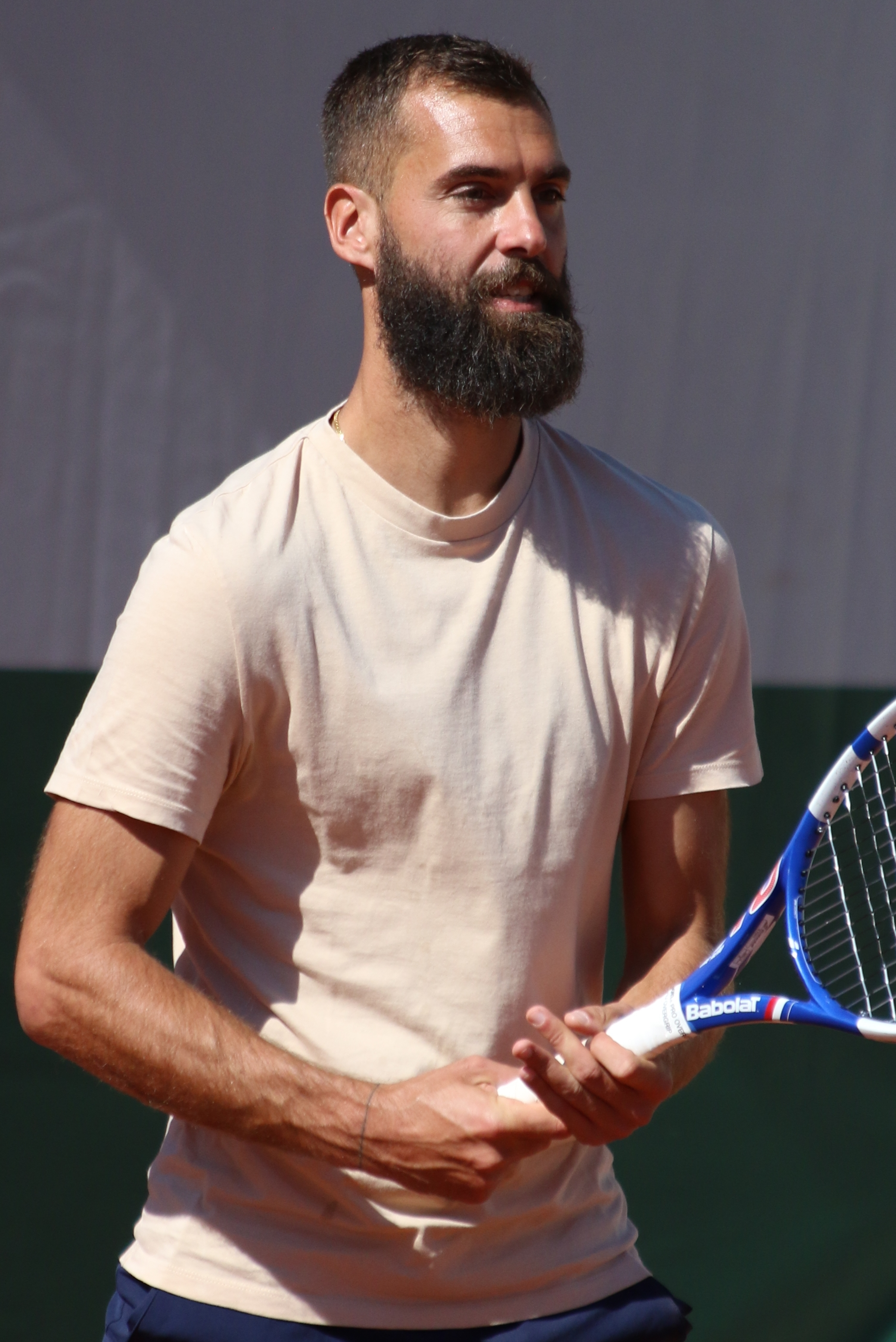
2021年全仏オープンでのブノワ・ペール

全仏オープンでは第15シードのキャスパー・ルードに初戦敗退。ダブルスでは初の3回戦進出。ウィンブルドン選手権では第9シードのディエゴ・シュワルツマンに初戦敗退するも、ウエスタン・アンド・サザン・オープンでは2回戦で第6シードのデニス・シャポバロフをフルセットの末に破ると、3回戦ではジョン・イズナーを退けてベスト8入り。準々決勝ではアンドレイ・ルブレフに2-6, 6-3, 3-6で敗れたが、ATPマスターズ1000で8年ぶり2度目のベスト8入りとなった。この活躍はコロナ禍から日常が戻ってきたことが要因だと上機嫌に述べた。全米オープンではドゥシャン・ラヨビッチに3-6, 5-7, 6-2, 4-6で初戦敗退するも、ダブルスでは初の3回戦進出。今季はダブルスでの活躍で自己最高ランキング65位を更新した。年間最終ランキングは46位。

### 2022年 トップ150圏外
全豪オープンでは1回戦でチアゴ・モンテイロに6-4, 3-6, 7-5, 2-6, 5-7のフルセットの末に勝利。2回戦で第26シードのグリゴール・ディミトロフを6-4, 6-4, 6-7(4), 7-6(2)で下した。3回戦では第4シードのステファノス・チチパスに3-6, 5-7, 7-6(2), 4-6で1セットを奪うも退敗。

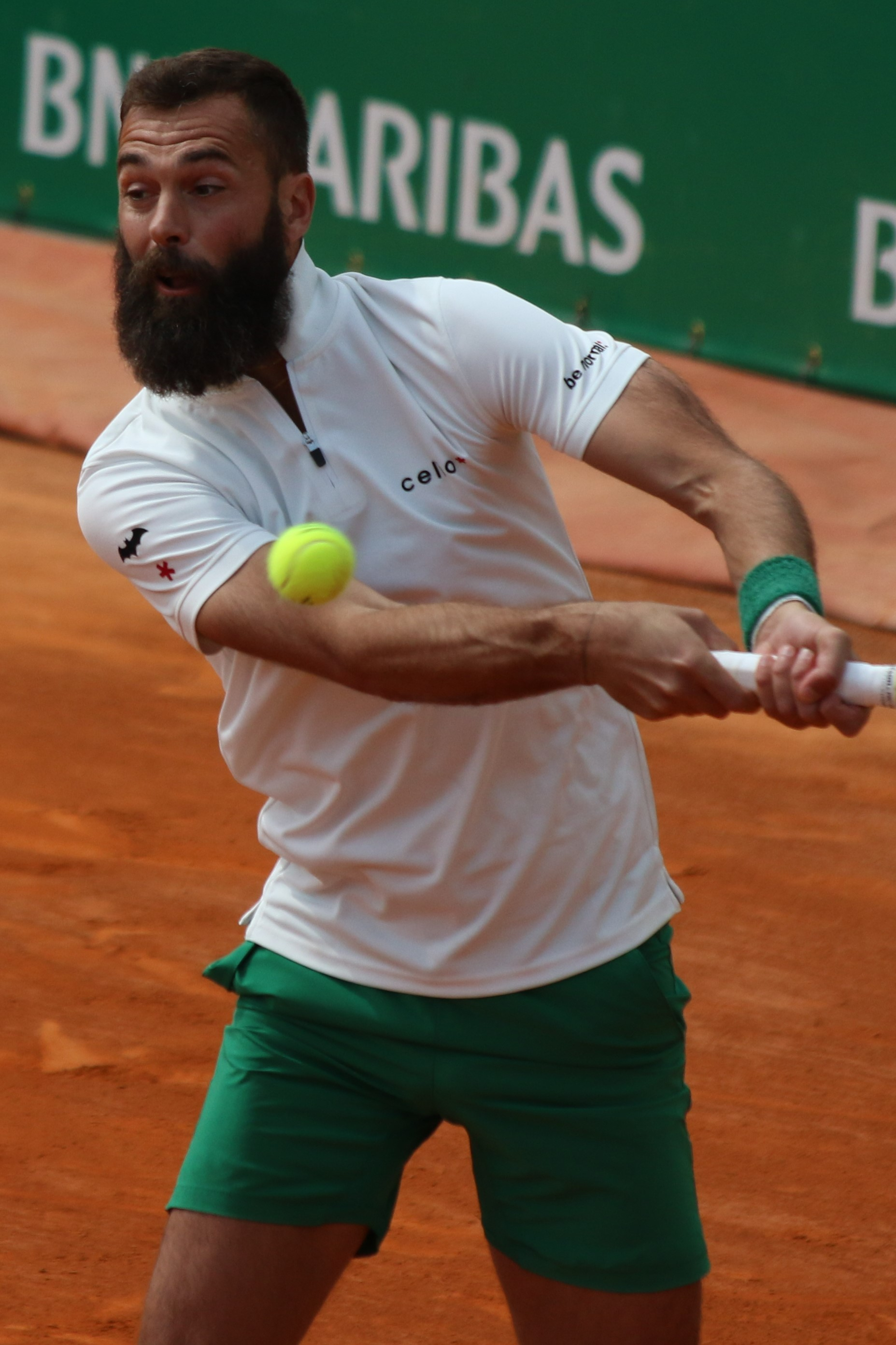
2022年モンテカルロ・マスターズでのブノワ・ペール

モンテカルロ・マスターズではロレンツォ・ムゼッティに初戦敗退。マドリード・マスターズでは予選を通過するも、ディエゴ・シュワルツマンに初戦敗退。ローマ・マスターズではドゥシャン・ラヨビッチに予選敗退。全仏オープンではイリヤ・イヴァシュカに3-6, 5-7, 6-1, 5-7で初戦敗退。ウィンブルドン選手権ではクエンティン・ハリーズに6-4, 1-6, 2-6, 4-6の逆転で初戦敗退。ウエスタン・アンド・サザン・オープンではタナシ・コキナキスに予選敗退したことで昨年の失効ポイントにより、世界ランキング164位まで下降した。全米オープンでは第7シードのキャメロン・ノリーに0-6, 6-7(1), 0-6のストレートで初戦敗退して、その後はATPチャレンジャーツアーに参戦するも、レンヌ・チャレンジャーとリスボン・チャレンジャーではベスト8進出した以外は目立った戦績を残せなかった。年間最終ランキングは180位。

### 2023年 チャレンジャー8勝目

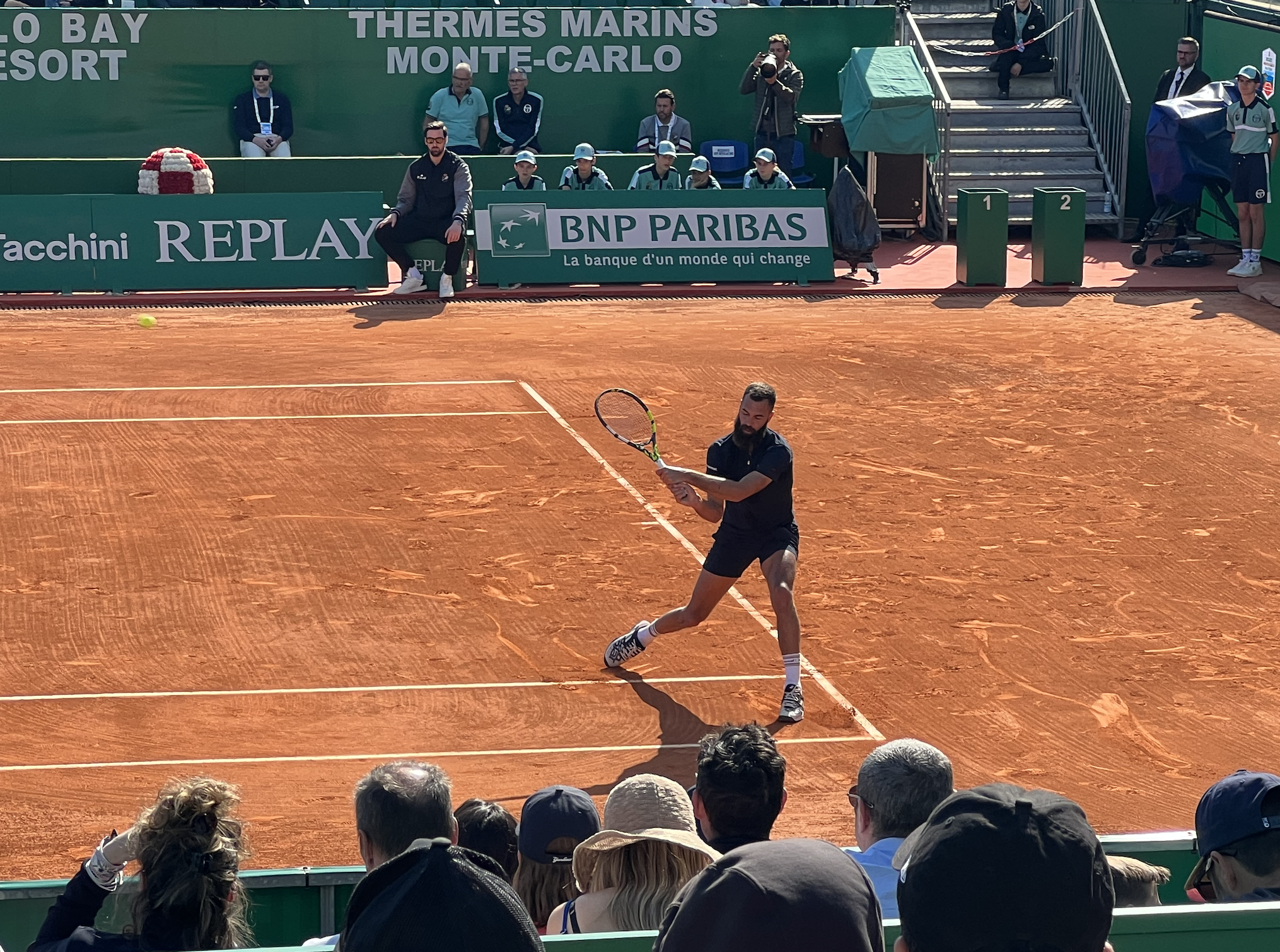
2023年モンテカルロ・マスターズでのブノワ・ペール

全豪オープンでは予選2回戦でマイケル・モーに予選敗退。3月、プエルト・バヤルタ・オープンでは決勝で清水悠太を3-6, 6-0, 6-2の逆転で勝利し、ATPチャレンジャーツアー7勝目を挙げた。マイアミ・オープンでは予選を通過するも、綿貫陽介に4-6, 5-7のストレートで初戦敗退。モンテカルロ・マスターズでは予選2回戦でアレクセイ・ポピリンに6-2, 6-7(2), 4-6の接戦の末に予選敗退。マドリード・オープンでは予選を突破するも、マッテオ・アルナルディに1-6, 6-3, 6-7(2)で初戦敗退。5月、フランカヴィッラ・チャレンジャーではアレハンドロ・タビロに1-6, 5-7のストレートで敗れ、準優勝。全仏オープンではワイルドカードを貰い、本戦出場するも、第14シードのキャメロン・ノリーに5-7, 6-4, 6-3, 1-6, 4-6のフルセットの末に敗れ、初戦敗退となった。ウィンブルドン選手権では予選1回戦でオスカー・オッテに3-6, 3-6のストレートで敗れ、予選敗退。

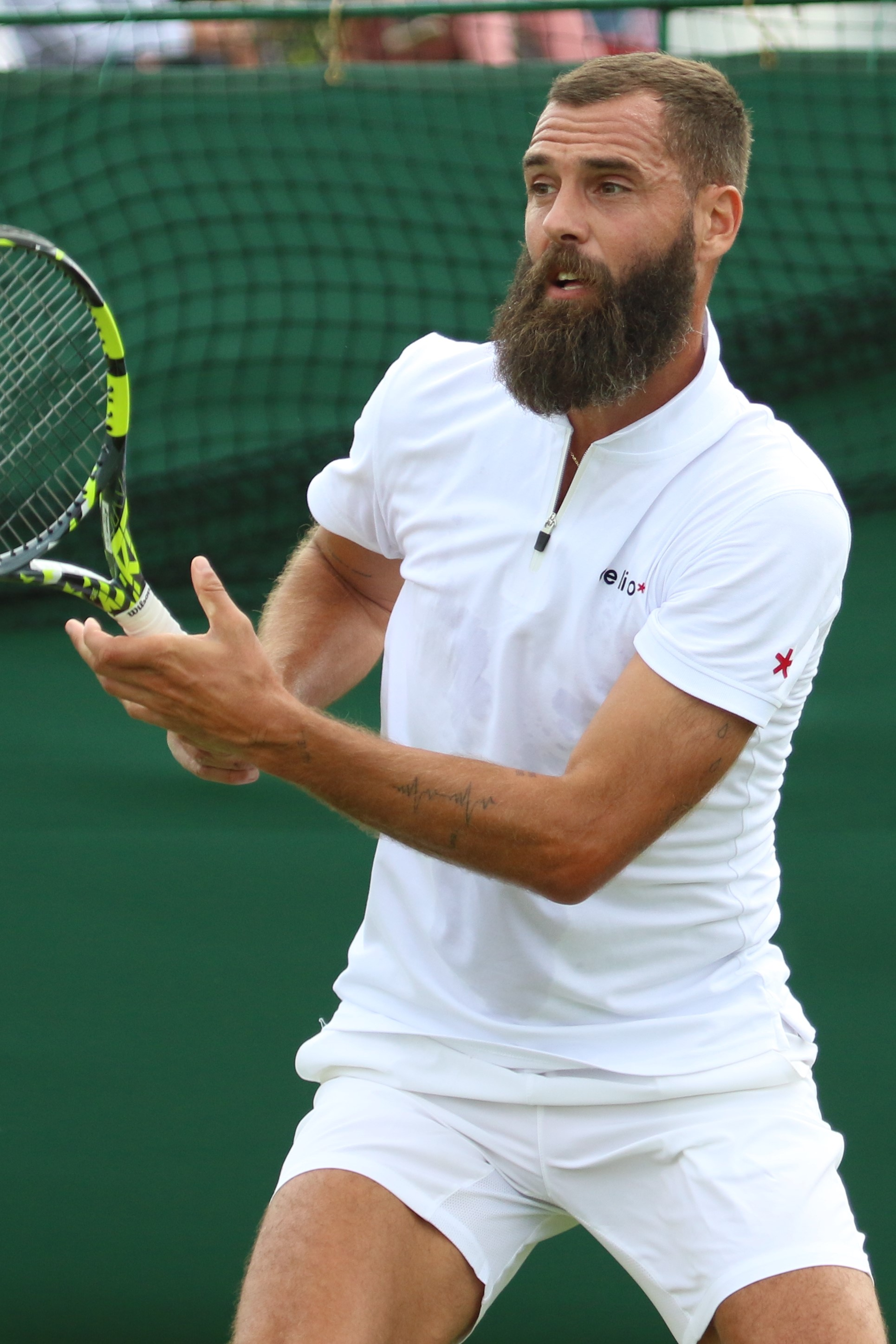
2023年ウィンブルドン選手権でのブノワ・ペール

7月、サン・ベネデット・テニス・カップでは決勝で同胞の第1シードのリシャール・ガスケを4-6, 6-1, 6-1の逆転で破り、チャレンジャー8勝目を挙げた。全米オープンでは予選2回戦で許育修に3-6, 6-3, 5-7で敗れ、予選敗退となった。12月、マイア・チャレンジャーでは決勝でヌーノ・ボルヘスに1-6, 4-6のストレートで敗れ、準優勝。年間最終ランキングは117位。

### 2024年 トップ250圏外
全豪オープンでは予選1回戦敗退。南フランス・オープンではアンディ・マレーに2-6, 7-6(5), 6-3で今季初勝利を収め、約1年半ぶりにツアー本戦白星を挙げた。2回戦ではアロルド・マヨに1-6, 4-6のストレートで敗れた。全仏オープンでは予選1回戦でヨセフ・コバリクに1-6, 4-6のストレートで予選敗退。ウィンブルドン選手権では予選1回戦でニコラ・モレノ・デ・アルボーラーンに4-6, 1-6のストレートで予選敗退。ニューポートでは本戦1回戦でザカリー・スワイダに6-3, 3-6, 7-6(4)を破り、今季ツアー2勝するも、2回戦ではマルコス・ギロンに6-4, 5-7, 4-6で敗れた。全米オープンでは予選1回戦で曾俊欣に7-6(3), 6-7(2), 4-6で敗れ、予選敗退。この時点で世界ランキングは250位圏外まで下降していた。

## 選手としての特徴
しばしば奇人や変わり者扱いされている。また、愛称である「ラ・ティージュ」（La Tige）はフランス語では茎の意味で、ペールの長身で細い身体が茎に似ているため、そう呼ばれることがある。
気性が荒く、試合中にテニスラケットを破壊したり、物に当たることが多く、審判や物に八つ当たりすることもしばしばある。レストタイムにベンチで寝たりなど問題行動でも知られる。
2016年のリオデジャネイロオリンピックではフランス代表チーム内のルールを守らなかったという理由でフランステニス連盟から代表除外され、選手村を去る羽目になった。その後も相変わらずの問題行動で東京2020オリンピックの代表選考からも外された。
憧れていたテニス選手はロジャー・フェデラーとマラト・サフィンである。もし、テニスをしていなかったらサッカーをしていただろうと述べており、趣味でサッカーをすることもある。好きなサッカーチームはオリンピック・マルセイユである。
コーラが好きでよく飲んでいる。髪にも気を遣っており、2週間おきに美容院に通っている。ヒゲを伸ばして整えたり、髪色をピンク色や金髪、黒色に気分によって変えることもしばしば。

## ATPツアー決勝進出結果

### シングルス: 9回 (3勝6敗)
| 大会カテゴリ                    |
| グランドスラム (0–0)            |
| ATPファイナルズ (0–0)           |
| ATPツアー・マスターズ1000 (0–0) |
| ATPツアー500 (0–1)              |
| ATPツアー250 (3–5)              |

| サーフェス別タイトル |
| ハード (0–5)         |
| クレー (3–1)         |
| 芝 (0–0)             |
| カーペット (0–0)     |

| 結果   | No. | 決勝日         | 大会                   | サーフェス    | 対戦相手                         | スコア                  |
| ------ | --- | -------------- | ---------------------- | ------------- | -------------------------------- | ----------------------- |
| 準優勝 | 1.  | 2012年5月6日   | ベオグラード           | クレー        | アンドレアス・セッピ             | 3–6, 2–6                |
| 準優勝 | 2.  | 2013年2月10日  | モンペリエ             | ハード (室内) | リシャール・ガスケ               | 2–6, 3–6                |
| 優勝   | 1.  | 2015年7月26日  | ボースタード           | クレー        | トミー・ロブレド                 | 7–6(9–7), 6–3           |
| 準優勝 | 3.  | 2015年10月12日 | 東京                   | ハード        | スタン・ワウリンカ               | 2–6, 4–6                |
| 準優勝 | 4.  | 2017年9月24日  | メス                   | ハード (室内) | ペーター・ゴヨフチク             | 5–7, 2–6                |
| 優勝   | 2.  | 2019年4月14日  | マラケシュ             | クレー        | パブロ・アンドゥハル             | 6–2, 6–3                |
| 優勝   | 3.  | 2019年5月25日  | リヨン                 | クレー        | フェリックス・オジェ＝アリアシム | 6–4, 6–3                |
| 準優勝 | 5.  | 2019年8月24日  | ウィンストン・セーラム | ハード        | フベルト・フルカチュ             | 3–6, 6–3, 3–6           |
| 準優勝 | 6.  | 2020年1月18日  | オークランド           | ハード        | ウゴ・アンベール                 | 6–7(2–7), 6–3, 6–7(5–7) |

### ダブルス: 3回 (1勝2敗)
| 結果   | No. | 決勝日        | 大会       | サーフェス | パートナー                     | 対戦相手                                  | スコア           |
| ------ | --- | ------------- | ---------- | ---------- | ------------------------------ | ----------------------------------------- | ---------------- |
| 優勝   | 1.  | 2013年1月6日  | チェンナイ | ハード     | スタニスラス・ワウリンカ       | アンドレ・ベゲマン マルティン・エメリッヒ | 6–2, 6–1         |
| 準優勝 | 1.  | 2016年1月10日 | チェンナイ | ハード     | オースティン・クライチェク     | オリバー・マラチ ファブリス・マルタン     | 3–6, 5–7         |
| 準優勝 | 2.  | 2018年4月15日 | マラケシュ | クレー     | エドゥアール・ロジェ＝バセラン | ニコラ・メクティッチ アレクサンダー・ペヤ | 5–7, 6–3, [7–10] |

## 成績
略語の説明
| W | F | SF | QF | #R | RR | Q# | LQ | A | Z# | PO | G | S | B | NMS | P | NH |

W=優勝, F=準優勝, SF=ベスト4, QF=ベスト8, #R=#回戦敗退, RR=ラウンドロビン敗退, Q#=予選#回戦敗退, LQ=予選敗退, A=大会不参加, Z#=デビスカップ/BJKカップ地域ゾーン, PO=デビスカップ/BJKカッププレーオフ, G=オリンピック金メダル, S=オリンピック銀メダル, B=オリンピック銅メダル, NMS=マスターズシリーズから降格, P=開催延期, NH=開催なし.

### シングルス

#### グランドスラム大会
| 大会                 | 2009 | 2010 | 2011 | 2012 | 2013 | 2014 | 2015 | 2016 | 2017 | 2018 | 2019 | 2020 | 通算成績 |
| -------------------- | ---- | ---- | ---- | ---- | ---- | ---- | ---- | ---- | ---- | ---- | ---- | ---- | -------- |
| 全豪オープン         | A    | A    | 2R   | 1R   | 1R   | 3R   | LQ   | 1R   | 3R   | 1R   | 1R   | 2R   | 6–9      |
| 全仏オープン         | LQ   | 1R   | 1R   | 2R   | 3R   | 2R   | 3R   | 2R   | 1R   | 2R   | 4R   |      | 11–10    |
| ウィンブルドン選手権 | A    | LQ   | 1R   | 3R   | 3R   | 1R   | 2R   | 2R   | 4R   | 3R   | 4R   | NH   | 14–9     |
| 全米オープン         | A    | 2R   | LQ   | 2R   | 1R   | 2R   | 4R   | 2R   | 2R   | 2R   | 2R   | A    | 10–9     |

#### 大会最高成績
| 大会                 | 成績 | 年                           |
| -------------------- | ---- | ---------------------------- |
| ATPファイナルズ      | A    | 出場なし                     |
| インディアンウェルズ | 3R   | 2013                         |
| マイアミ             | 3R   | 2016-2018                    |
| モンテカルロ         | 3R   | 2016                         |
| マドリード           | 3R   | 2017                         |
| ローマ               | SF   | 2013                         |
| カナダ               | 3R   | 2013                         |
| シンシナティ         | QF   | 2021                         |
| 上海                 | 2R   | 2012, 2013, 2016, 2018, 2019 |
| パリ                 | 2R   | 2012, 2015, 2019             |
| オリンピック         | 2R   | 2016                         |
| デビスカップ         | SF   | 2018                         |
| ATPカップ            | RR   | 2020, 2021                   |